# Heinrich Theodor Behn
Pour les articles homonymes, voir Behn.
Heinrich Theodor Behn (né le 15 février 1819 à Lübeck, mort le 28 février 1906 dans la même ville) est un homme politique allemand.

## Biographie
Heinrich Theodor Behn est le fils du médecin Georg Heinrich Behn et son épouse Johanna Elisabeth Stintzing, sœur de Georg Friedrich Stintzing. Il a son abitur au lycée Sainte-Catherine de Lübeck (en même temps que Christian Theodor Overbeck) puis étudie le droit.
En 1842, il devient avocat à Lübeck. Il s'engage en politique en faisant partie de Jung-Lübeck, cercle de réformistes libéraux et conservateurs en opposition dans les années 1830 à l'héritage de l'occupation napoléonienne. En raison de ces idées, il acquiert une célébrité dans la ville et est élu au conseil citoyen en 1848. En 1858, il est élu au Sénat de Lübeck. Contrairement à Theodor Curtius, il préfère agir sur les affaires locales, l'un se complète ainsi avec l'autre. Entre 1871 et 1896, il est sept fois maire de Lübeck. Le 9 décembre 1901, il prend sa retraite du Sénat.

## Source de la traduction
- (de) Cet article est partiellement ou en totalité issu de l’article de Wikipédia en allemand intitulé « Heinrich Theodor Behn » (voir la liste des auteurs).